# عميان (كحلان عفار)

تعديل مصدري - تعديل

عميان هي إحدى قرى عزلة الدقيمي بمديرية كحلان عفار التابعة لمحافظة حجة، بلغ تعداد سكانها 215 نسمة حسب تعداد اليمن لعام 2004.